# Фронт свободы (Франция)
Фронт свободы (фр. Front de la liberté) — политический проект коалиции правых сил во Франции 1937 года. Был инициирован лидером Французской народной партии Жаком Дорио. Являлся попыткой создания массового правого движения с французской идеологической и социальной спецификой. Оказался сорван из-за идейно-политических противоречий и персональных амбиций.

## Успех единства слева
Весной 1936 года победу на парламентских выборах одержала левоцентристская коалиция Народный фронт, основу которой составили социалистическая, коммунистическая и леволиберальная партии. Во главе нового кабинета министров стал лидер социалистов Леон Блюм. Компартия не вошла в состав правительства, но участвовала в парламентском большинстве.
Конкретные социальные реформы нового правительства (повышение заработной платы, введение оплачиваемых отпусков, ограничение рабочего времени, трудовые инспекции на предприятиях и т. д.) не выходили за пределы активной социальной политики в рамках капиталистической экономики и парламентской системы. Однако сам факт прихода к власти коалиции с участием ФКП возымел огромный политико-символический и социально-психологический эффект. Он усиливался потоком публичных заявлений и чередой массовых мероприятий под леворадикальными лозунгами. Правоориентированная часть французского общества — от консервативной аристократии и крупного капитала до мелкобуржуазных масс и профашистского люмпенства — была чрезвычайно встревожена.

## План единения справа
Опыт Народного фронта показал эффективность широких коалиционных объединений. Правые круги предприняли ответные действия по консолидации сил. Первой объединительной акцией стало создание межфракционной группы в обеих палатах парламента. По инициативе консервативной партии Республиканская федерация все депутатские группы, не входящие в Народный фронт, договорились о еженедельных совещаниях для выработки совместной позиции. Осенью 1936 крайне правый политик Жан Гой, один из лидеров ветеранского движения, провёл переговоры с руководством учреждённой на основе распущенных Огненных крестов Французской социальной партии (PSF). Была достигнута логоворённость о совместной «защите свободы личности, частной собственности, национальной независимости и демократических институтов» от марксистской опасности, олицетворяемой правительством Блюма.
Наиболее масштабный план блока, противостоящего Народному фронту, разработал лидер праворадикальной Французской народной партии Жак Дорио (бывший видный коммунист, до 1934 — один из руководителей ФКП). Проект был оглашён 20 апреля 1937 года. Целью объединения объявлялась «защита свободы слова, мысли, печати, труда и торговли» от «Коминтерна и его агентуры». На съезде PPF 7 мая 1937 Дорио призвал «все национальные партии» немедленно выступить на «защиту конституционных свобод республики». Такие лозунги PPF сами по себе производили сильное впечатление: с момента своего образования в июне 1936 партия Дорио занимала не только антикоммунистические, но и антикапиталистические, антипарламентские позиции.
Название для будущей коалиции — Front de la liberté (Фронт свободы) — также предложил Дорио. Первоначально инициатива Дорио была встречена с энтузиазмом.

Фронт свободы способен обновить нынешний политический персонал, не способный ни к предвидению, ни к применению силы.

Франсуа де ля Рок

Главными силами правой оппозиции считались Республиканская федерация и PSF. Дорио оспаривал этот статус традиционных правых. В то же время он был заинтересован в сближении с ними для придания респектабельности собственному имиджу. Со своей стороны, Республиканская федерация рассчитывала при помощи партий Дорио и де ля Рока подвести под парламентскую фракцию массовую организационную основу.

## Теоретические закономерности и практические сложности
22 июня 1937 на зимнем велостадионе Парижа состоялись переговоры Дорио c крайне правыми депутатами от Республиканской федерации Филиппом Анрио и Ксавье Валла. Речь шла о создании общенациональной правой структуры с сетью постоянно действующих низовых организаций (амплуа PPF) и парламентским представительством (амплуа республиканцев). В максимальном формате Фронт свободы должен был объединить PPF (Жак Дорио), Республиканскую федерацию (Луи Марэн) Французскую социальную партию (Франсуа де ля Рок), роялистскую лигу Аксьон франсез (Шарль Моррас), ультраправую группировку «Друзья франсизма» (Марсель Бюкар), Национальный центр республиканской пропаганды (Анри де Кериллис), Аграрную партию французского крестьянства (Пьер Мате), Республиканскую национальную и социальную партию ( ранее Патриотическая молодёжь Пьера Теттенже).
Более чем стотысячная партия Дорио обладала централизованной системой местных организаций, лидером-харизматиком, дисциплинированным аппаратом (с коммунистическими навыками), оперативно-силовыми подразделениями (с мафиозным опытом). Более чем миллионная партия де ля Рока была популярна в опорных социальных группах Третьей республики — крестьянстве и городских средних слоях, среди участников Первой мировой войны и членов их семей. Республиканская федерация являлась партией буржуазной элиты. Группа де Кериллиса обладала серьёзным авторитетом в буржуазной, интеллигентской и военной среде. Аграристы имели разветвлённую сеть организаций на селе. Лига Морраса пользовалась популярностью среди националистической интеллигенции и студенчества. Группа Бюкара и партия Теттенже происходили из «мятежных лиг» типа моррасовской, имели навыки создания силовых подразделений.
Казалось естественным объединение перечисленных структур в единую систему, где они функционально дополняли бы друг друга. Но в реальности такая возможность оставалась лишь теоретической. Между потенциальными участниками коалиции существовали не только идеологические (сказывалось необычное для правых партий происхождение PPF) и политические противоречия (PSF и парламентские правые действовали строго в рамках законности, тогда как PPF и мятежные лиги практиковали уличное насилие). Основные сложности создавал личностный фактор. Консервативные аристократы и респектабельные буржуа очень настороженно относились к Дорио — выходцу из «плебейских низов», недавнему коммунисту, популистскому демагогу.

## Расхождения партнёров
Фронт свободы просуществовал де-факто несколько месяцев до начала 1938 года. Всё это время шли переговоры об учреждении коалиции. Возникшая структура отличалась гибкостью и конфедеративностью (что шло вразрез с планами Дорио, задумавшего централизованную и авторитарно управляемую организацию под своим руководством). Деятельность свелась к проведению публичных межпартийных совещаний (июнь, август, ноябрь 1937) и последующим оглашением в прессе антикоммунистических деклараций. Была предпринята попытка совместного выступления на местных выборах, но согласовать выдвигаемые кандидатуры не удалось. После этого недоверие между партнёрами усугубилось.
Первым дистанцировался от проекта Шарль Моррас. Но решающее значение имело слово полковника де ля Рока. PSF уже являлась самой многочисленной партией страны и не очень нуждалась в организационной раскрутке. Правые консерваторы являлись для неё естественными союзниками, но этого нельзя было сказать о Дорио. Существенно и то, что программа и политика PPF становились всё более прогитлеровскими. Националист де ля Рок обоснованно видел в Германии потенциального военного противника. В ещё большей степени это относилось к де Кериллису, который ориентировался на совместное с СССР противостояние Третьему рейху.

Никогда не позволю, чтобы буржуа заглушил во мне патриота.

Анри де Кериллис

Сторонником Фронта свободы оставался генеральный секретарь Республиканской федерации Жан Гитэ. Он стал публично выступать от имени нового объединения. Однако руководство партии фактически дезавуировало заявления о присоединении к единому правому фронту. Де ля Рок также предпочёл сохранить полную самостоятельность своей партии.

## Поправение власти и дезактуализация проекта
В июне 1937 Леон Блюм подал в отставку с поста премьер-министра. После кратковременного возвращения в марте-апреле 1938 Блюм уступил руководство правительством Эдуару Даладье — представителю немарксистской части Народного фронта. В правительственную коалицию вошла правоцентристская партия Демократический альянс. ФКП покинула правящую коалицию. Политическая ось Народного фронта сдвигалась вправо. Тем самым дезактуализировалась задача фронтального противостояния.
Наиболее острые противоречия и глубокие расколы в Народном фронте возникали по международной проблематике — испанской гражданской войне 1936—1939, Мюнхенскому соглашению 1938. Но те же вопросы — прежде всего отношение к германской угрозе — разделяли и правых, блокируя объединительные импульсы. В течение 1938 года идея Фронта свободы перестала обсуждаться как практически осуществимая.
Французский Фронт свободы — типичный пример неудачи общенационального коалиционного проекта. Подобные ситуации многократно возникали в политической жизни различных стран мира, в том числе России.